# Forte
Forte (венг. Forte Fotokémiai Ipar) — торговая марка венгерского производителя фотоматериалов, созданного на основе национализированного завода Кодак в Ваце после окончания Второй мировой войны. Была известна во многих странах мира, в том числе СССР и России, своими марками чёрно-белых и цветных фотобумаг. Компания потерпела банкротство и закрылась в 2007 году.

## История

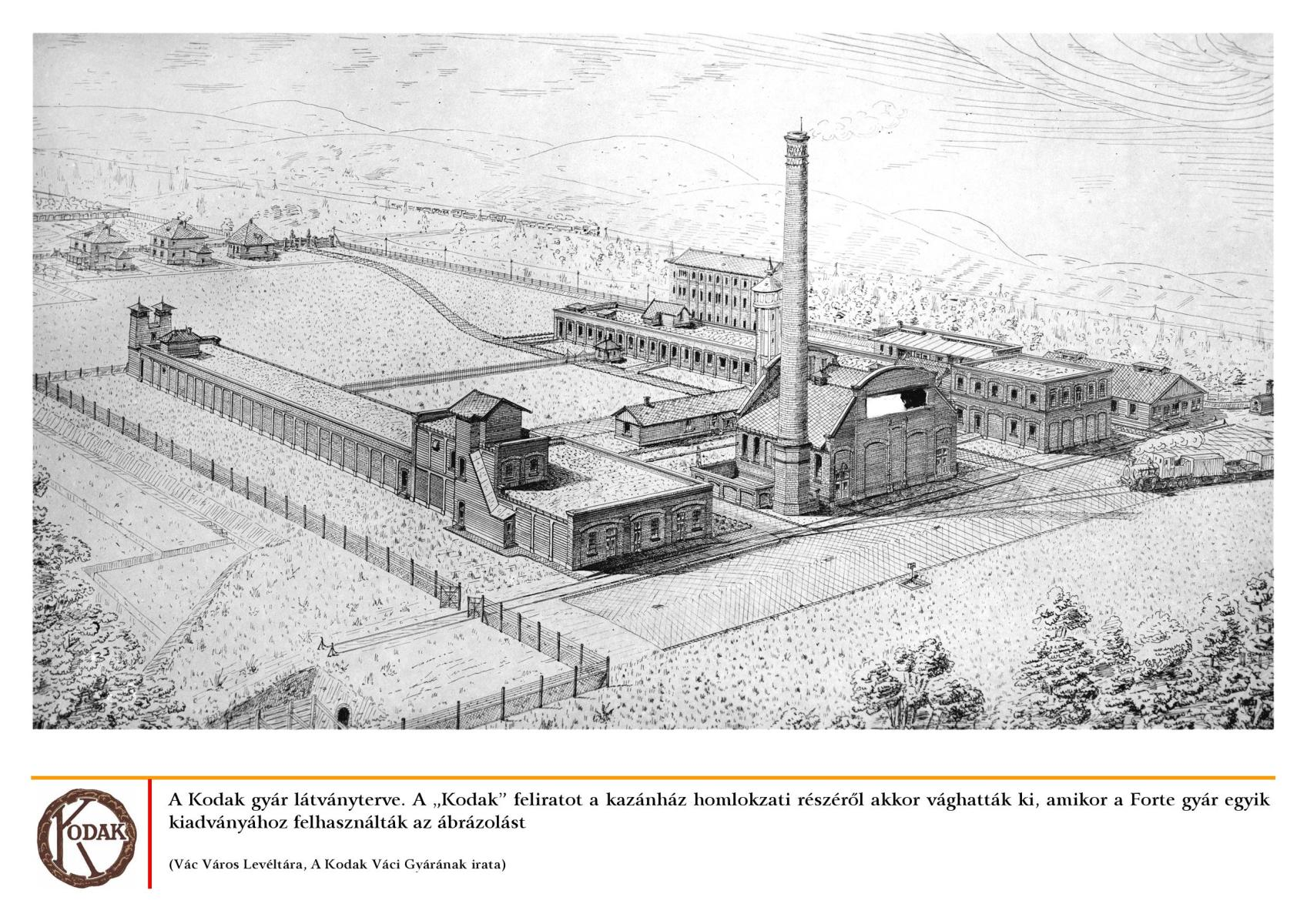
Фабрика Kodak в Ваце

История компании началась в 1913 г., когда компания Кодак начала строить завод для выпуска фотографической продукции, предназначавшейся для поставок в Россию и Турцию. После начала Первой мировой войны строительство было остановлено, возобновлено в 1921 году, в 1922 году строительство завершилось и 19 марта 1922 года завод начал выпускать продукцию. Во время Второй мировой войны завод был закрыт после разрушения. Восстановление завода началось после окончания войны, в 1952 году был введен новый корпус для производства фотоплёнки. В это же время продукция предприятия начала активно экспортироваться в 27 стран мира. Следующая крупная реконструкция прошла в 1960-х годах, что позволило расширить ассортимент продукции. К началу 1970-х продукция экспортировалась уже в 40 стран мира, а к 1975 — в 50.
На пике развития фирма производила ассортимент из одних только 60 видов чёрно-белых фотобумаг, включая бумагу переменного контраста, дающую коричневый тон изображения, чёрно-белые фотоплёнки с чувствительностью 100—400 ISO, выпускавшиеся в форматах 35 мм, рольфильмов и листов, а также технические плёнки, цветные фотобумаги, фотоплёнки и химикаты для обработки фотоматериалов. Общий объём производства Forte составлял около 3 миллионов квадратных метров чёрно-белой фотобумаги и 1 миллион квадратных метров чёрно-белой плёнки в год почти до самого момента банкротства.
В 2004 году предприятие оказалось в больших долгах. Совет директоров предприятия начал процедуру банкротства. В 2005 году завод был куплен частными акционерами и в течение года показал прибыль в 9 миллионов форинтов, но уже в 2006 дал убыток в 150—200 миллионов форинтов. Окончательно предприятие закрылось в 2007 году.
После закрытия предприятия немецкая фирма Fotoimpex в 2007 году смогла выкупить у владельцев производственную линию, производившую мультиконтрастную фотобумагу Polywarmtone, которую она планировала вернуть на рынок под брендом Adox. Для этого был создан проект «The Polywarmtone Project». Последние новости этого проекта опубликованы 22 ноября 2014 года, в которых сообщалось, что удалось получить образцы эмульсии, довольно близкие к оригинальной.

## Продукция
На начало 1970-х выпускался следующий ассортимент чёрно-белых фотобумаг:
- Rotax — хлоросеребряная бумага. Имела 5 градаций и 3 типа поверхности;
- Porturex — хлоросеребряная бумага для контактной печати. Имела 1 градацию и 6 типов поверхности;
- Portura — хлоросеребряная бумага, аналогичная Porturex, но имела более высокую чувствительность. Имела 1 градацию и 6 типов поверхности;
- Bromofort — универсальная бромосеребряная бумага. Имела 5 градаций и 17 типов поверхности;
- Fortezo — хлоробромосеребряная бумага с высокой чувствительностью для контактной и проекционной печати. Изображение тёплого тона;
- Fortezo-B — хлоробромосеребряная бумага, аналогичная Fortezo, но изображение получалось с более выраженным тёплым тоном;
- Verdita — йодосеребряная бумага для контактной печати, давала зеленоватый тон. Имела одну градацию и 3 вида поверхности;
- Fortix — техническая бумага для печати с рентгеновских снимков;
- Docubrom — техническая бумага для печати с репродукций и микрофильмов;
- Docufort — техническая особоконтрастная бумага для изготовления контактных копий документов и чертежей;
- Copyfort — технические негативные и позитивные фотобумаги для размножения документов. Требовали специальной обработки;

В 1960-м году завод Форте освоил выпуск цветных фотобумаг. Они носили общее название «Fortecolor» и предназначались для печати с цветных негативов. Хорошее качество этих цветных бумаг отмечалось даже за пределами стран СЭВ, например в английском журнале «The British Journal of Photography».

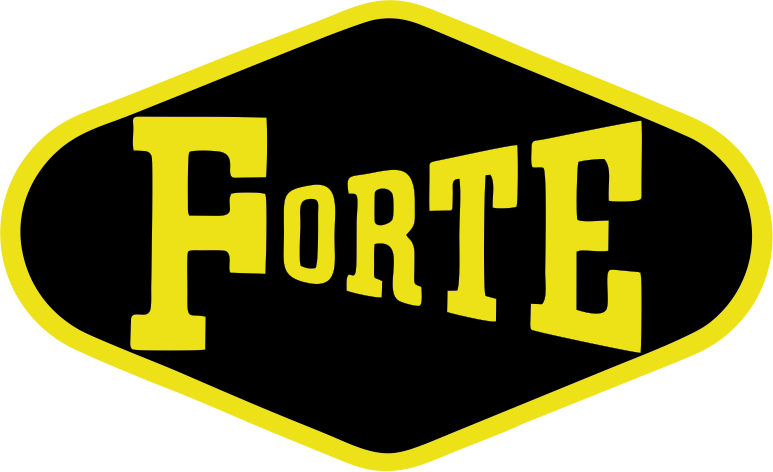
Логотип 1948 года.

К концу 1980-х годов цветные бумаги Forte делились на два различных типа (старый и новый), которые использовали различные типы цветообразующих компонент и требовали различных цветных проявителей. Старый тип был похож на выпускавшиеся в СССР и странах СЭВ цветные фотобумаги, а новый тип делался совместимым с более современными на тот момент фотобумагами Agfa и Kodak. Для проявления старого типа использовался ЦПВ-1 (при этом, в отличие от других цветных бумаг стран СЭВ, для них нельзя было использовать ЦПВ-2). Для нового типа использовались цветные проявляющие вещества Agfa Ac-60 (Merck Color Developer 60) и Kodak CD-3.
Помимо фотобумаг, компания также выпускала фотоплёнки:
- Fortecolor — цветная негативная фотоплёнка чувствительностью 18 DIN;
- Fortepan — черно-белая негативная фотоплёнка чувствительностью 17, 20, 23 и 26 DIN;

Также выпускались другие виды технических плёнок, в частности, рентгеновская и для регистрации кардиограмм.